# Tell It to My Heart (Meduza)
Tell It to My Heart is een single van het Italiaanse dj trio Meduza met Ierse zanger Hozier uit 2021. 

## Achtergrond
Tell It to My Heart is geschreven door Luca De Gregorio, Sam Gray, Simone Giani, Andrew Hozier-Byrne, Neil Ormandy en Mattia Vitale en geproduceerd door Meduza. Het vrolijk klinkende nummer heeft een emotionele en hartbrekende tekst. Het gaat namelijk over een relatie die op de klippen loopt. In de videoclip van het nummer wordt dit niet uitgebeeld met een liefdesrelatie, maar een relatie van twee broers die uit elkaar groeien. Het nummer was geen groot internationaal succes, maar behaalde wel in enkele landen dit hitlijst. De hoogste notering was in de Nederlandse Top 40, waar het kwam tot de 26e plaats.